# Ernušt
| Ernušt              | Ernušt                        |
| ------------------- | ----------------------------- |
|                     |                               |
| Staat               | Kroatien, Habsburgermonarchie |
| Stammhaus           | Ernušt                        |
| Gründung            | 15. Jahrhundert               |
| Ethnizität          | Jüdisch                       |
| Gründer             | Ivan I. Ernušt                |
| Aktuelles Oberhaupt | ausgestorben (1540)           |
|                     |                               |

Ernušt (deutsch Ernuscht; ungarisch Ernust) war ein kroatisch-ungarisches Adelsgeschlecht jüdischer Abstammung, das aus Schweden in das  mittelalterliche Ungarn eingewandert war und seinen Höhepunkt im 15. und 16. Jahrhundert erreichte. Die Mitglieder des Geschlechts konvertierten zum Katholizismus und dienten zuerst als Großhändler und Bankiers des Königs Matthias Corvinus (regierte 1458–1490). Später stieg das Geschlecht auch zu Banen (Vizekönigen) von Kroatien und Slawonien, Hofkämmerern, Bischöfen, Gespanen und andere staatlichen Funktionären auf.

## Geschichtlicher Überblick
Zum Beginn der Regierung von Matthias Corvinus wurde Ivan I. Ernušt (deutsch Johann; ungarisch János), mit dem Spitznamen Hampo, zum regulären Bankier des Königs und konnte mit lukrativen Geschäften sein Vermögen vergrößern. Für seine Dienste wurde er mit Titeln sowie Grundbesitz belohnt, entweder durch Kauf oder durch Hypothek. Am 20. November 1473 wurde Hampo zum Ban von Kroatien gewählt, und gleichzeitig erhielt er die Herrschaft Međimurje im Norden Kroatiens mit Sitz in Čakovec. Aus diesem Grund erscheint er in historischen Dokumenten als Ivan Ernušt Čakovečki (Johann Ernuscht von Čakovec).
Am 3. März 1476 starb Hampo und hinterließ seinen Söhnen Ivan II. und Sigismund ein beachtliches Vermögen. Von König Matthias erhielten die Brüder im Jahr 1477 die Herrschaften Đurđevac und Molve. Sigismund wurde Bischof von Pécs/Fünfkirchen (von 1475 bis 1505), während Ivan II. in Međimurje blieb. Zusammen mit Juraj Kaniški (Georg, György Kanizsai) diente Ivan II. als Ban (Vizekönig) von Kroatien (1508–1509). Er starb 1519 und wurde von seinem Sohn Franjo (Franz, Ferenc) beerbt.
Neben Đurđevac und Molve war Franjo auch Besitzer von Koprivnica und Virje. Am 29. August 1526 war er an der Schlacht bei Mohács beteiligt und kam dort, wie auch viele kroatische und ungarische Adlige, ums Leben.
Franjos Söhne Ivan III. und Gašpar (Kaspar, Gáspár) waren auch an vielen Schlachten gegen die Türken beteiligt. Ivan III. starb 1537 und Gašpar 1540 (oder 1541). Beide blieben kinderlos, obwohl Gašpar mit Ana, Tochter des Petar Keglević von Bužim, Ban von Kroatien (1537–1542), verheiratet wurde. So starb das Adelsgeschlecht 1540 aus.